# Sphoeroides pachygaster
El tamboril ñato, botete chato o tamboril de fuera (Sphoeroides pachygaster) es una especie de pez actinopeterigio marino, de la familia de los tetraodóntidos.

## Morfología
La longitud máxima descrita fue de una captura de 40,5 cm, aunque la longitud máxima normal parece ser de unos 26 cm. En la aleta dorsal tiene de 7 a 9 radios blandos mientras que en la aleta anal 8 a 9 radios blandos, sin espinas en todo el cuerpo. Su color es pardusco por la parte superior, blanco por abajo y ocasionalmente con manchas oscuras en los flancos.

## Distribución y hábitat
Se distribuye por todos los océanos y mares de aguas templadas y subtropicales, entre las latitudes 61° norte y 51° sur. De comportamiento bentopelágico y, aunque se ha descrito también a mayores profundidades, se le suele encontrar a una profundidad entre los 50 y 250 metros.
Habita en fondos arenosos, fangosos y rocosos. Los jóvenes son pelágicos, aliméndose principalmente de calamares.